# Grand Prix de Tennis de Lyon 1998
Il Grand Prix de Tennis de Lyon 1998 è stato un torneo di tennis giocato sul cemento indoor.  
È stata la 12ª edizione del Grand Prix de Tennis de Lyon, 
che fa parte della categoria International Series nell'ambito dell'ATP Tour 1998.
Il torneo si è giocato al Palais des Sports de Gerland di Lione in Francia, dal 19 al 26 ottobre 1998.

## Campioni

### Singolare
Àlex Corretja ha battuto in finale  Tommy Haas con il punteggio di 2–6, 7–6(6), 6–1.

### Doppio
Olivier Delaître /  Fabrice Santoro hanno battuto in finale  Tomás Carbonell /  Francisco Roig con il punteggio di 6–2, 6–2.